# Alfredo L. Spinetto
Alfredo L. Spinetto (Buenos Aires, 3 de septiembre de 1884-ib., 3 de diciembre de 1953) fue un médico higienista y político argentino que perteneció al Partido Socialista y al Partido Socialista Independiente, por los que sirvió cinco mandatos como diputado nacional entre los años 1922 y 1938. 

## Biografía
Alfredo Luis Spinetto nació en la ciudad de Buenos Aires el 3 de septiembre de 1884 en el seno de una familia acomodada de inmigrantes italianos, como hijo de Giovanni Spinetto y de Teresa Fazio. De joven estudió en la Facultad de Medicina de la Universidad de Buenos Aires de donde se recibió como médico en el año 1912. En el transcurso de su carrera universitaria tuvo un papel activo dentro de la política de la misma, llegando a ser presidente del Centro de Estudiantes de la Facultad de Medicina. 
Se afilió al Partido Socialista en el año 1914 y fue electo concejal de la Capital Federal en 1919, llegando dos años después a ser Presidente del Concejo Deliberante. Durante su tiempo en el PS llegó a desempeñar cargos dentro de la estructura partidaria siendo integrante del Comité Ejecutivo Nacional desde 1919 y en la Comisión de Prensa desde 1923. También colaboraba dentro del periódico partidario, La Vanguardia, en Almanaque del Trabajo y en otros medios de difusión socialistas. Además fue el principal impulsor de la construcción de la Casa del Pueblo de la Avenida Rivadavia 2150.
En la interna partidaria del PS, Spinetto aparecería mucho más inclinado con los disidentes en el seno del partido que lidera Antonio de Tomaso. 
La crisis que sufriría el Partido Socialista estalló en 1927. El retiro por Juan B. Justo del proyecto de intervención federal a la provincia de Buenos Aires, fundamentada en la protección al juego brindada por el gobernador radical Yrigoyenista, fue el detonante. El doctor Justo retiró el proyecto luego de una gestión personal de Hipólito Yrigoyen ante el fundador del socialismo, que se comprometió, en un paseo en automóvil por la Costanera. Debido a esto el 11 de julio de ese año, Spinetto es uno de los firmantes del Manifiesto “Estamos donde estábamos”, en el que un grupo de diputados y concejales socialistas anunciaba la formación de grupos parlamentario y comunal independientes. Días antes, los diputados Spinetto, De Tomaso, González Iramain, Pinedo, De Andreis, Bunge, Beliste, Tolosa, Remedi, Revol, y Muzio integraron un nuevo bloque en la cámara de Diputados.
El 7 de agosto, se reunió el Congreso Constituyente del nuevo partido, que adoptó el nombre de Socialista Independiente: Se resolvió tratar el programa en un congreso a celebrarse en diciembre. Como parte de la actividad proselitista del nuevo partido para las elecciones de concejales del 27 de noviembre de 1927, Spinetto realizó un acto público sobre el naufragio del “Principessa Mafalda”, aprovechando la ocasión para fustigar al gobierno fascista italiano. En las elecciones de abril de 1928 fue candidato a senador por el PSI, terminando en cuarto puesto detrás de los candidatos radical, antipersonalista y socialista, con el 11,6% de los sufragios. Más tarde participaría de un ciclo de conferencias sobre las relaciones de la dictadura italiana y el Vaticano dictado por los “independientes” en distintos puntos urbanos el 24 de febrero de 1929. En las elecciones del 2 de marzo de 1930, el socialismo independiente triunfa en la Capital Federal con 109 000 votos; el radicalismo apenas alcanza, con 82 000, el segundo lugar, pues el socialismo tradicional queda a 1000 votos de diferencia. En esas elecciones, Spinetto logró ser electo como diputado nacional por la Capital Federal junto a De Tomaso, Felipe Di Tella, Roberto Noble, José Rouco Oliva, Bernardo Sierra, Gregorio Beschinsky, Jacinto Boix, Fernando de Andreis y Domingo Arizaga. 
Spinetto, luego de pasar por su casa para redactar su testamento, se dirigió al cuartel militar de Liniers, pero como las fuerzas del sector sublevado no eran evidentes, terminó por unirse a los civiles concentrados en el Monumento de los Españoles de Palermo.
En el marco de las elecciones legislativas de noviembre de 1931, Spinetto fue electo diputado nacional nuevamente por la minoría del PSI. Volvió a ser electo diputado nacional en marzo de 1934 por la lista de la Concordancia, integrada por socialistas independientes y conservadores, cumpliendo su mandato hasta el 30 de abril de 1938. Spinetto, junto a De Andreis, fueron los dos úlitmos socialistas independientes en ocupar una banca en la Cámara de Diputados de la Nación. Luego de cumplido su mandato como diputado nacional, formó parte de la Comisión de Racionalización de la Administración Nacional entre 1938 y 1940. También fue médico en jefe de la Aduana de la Capital Federal entre 1940 y 1946. 
Fue director del diario Libertad (órgano partidario del PSI), presidente del Círculo Médico Argentino, presidente del Hogar Infantil y vicepresidente de la Liga Argentina Contra el Cáncer. Fue miembro de la Biblioteca Obrera “Juan B. Justo”, de la Sociedad Luz y del Asociación Atlética Argentinos Juniors. Como médico higienista fue miembro de la Liga contra el Alcoholismo. Fue delegado al Congreso Antituberculoso realizado en San Sebastián. Fue miembro del Jockey Club y del Club del Progreso. Falleció el 3 de diciembre de 1953 y sus restos descansan en el Cementerio de la Recoleta.  